# Osmopleura chamaeropis
Osmopleura chamaeropis is een keversoort uit de familie boktorren (Cerambycidae). De wetenschappelijke naam van de soort is voor het eerst geldig gepubliceerd in 1964 door Linsley.